# De Kalb (Missisipi)
De Kalb – miasto w Stanach Zjednoczonych, w stanie Missisipi, siedziba administracyjna hrabstwa Kemper.